# Đoàn Như Khuê
Đoàn Như Khuê (段如奎, 1883 – 1957), tự Quý Huyền, hiệu Hải Nam (海南); là nhà báo, nhà thơ Việt Nam ở nửa đầu thế kỷ 20.

## Tiểu sử sơ lược
Ông là người làng Hải Yến, huyện Tiên Lữ, tỉnh Hưng Yên. Thuở nhỏ ông theo học chữ Hán, có đi thi Hương mấy lần nhưng đều hỏng. Sau, ông bỏ học chữ Hán, tự học Quốc ngữ; ra Hà Nội viết sách, dịch sách, và viết cho tờ Nam Phong tạp chí, Đông Dương tạp chí, v.v...
Sau năm 1945 ông tham gia Hội Văn hóa Cứu quốc Liên khu III. Khi Hiệp định Genève 1954 được ký kết, hòa bình được tái lập, ông về định cư ở Hà Nội, và vẫn sống bằng nghề dịch thuật và văn triết cổ Trung Quốc cho đến khi mất (1957).

## Sáng tác
Sáng tác của Đoàn Như Khuê, gồm có:
- Một tấm lòng (thơ, in lần thứ nhất tại nhà in Mạc Đình Tư, Hà Nội, 1917). Vũ Ngọc Phan cho biết khi Đoàn Như Khuê có mặt trong bộ Nhà văn hiện đại (1942), thì tập thơ này đã được tái bản lần thứ 5.
- Cảo thơm (thơ văn hợp tuyển, in tại nhà in Ngô Tử Hạ, Hà Nội, 1924). Đây là tập thi văn hợp tuyển, trích lục từ thơ của vua Lê Thánh Tôn đến thơ của Trần Tế Xương, cả những bài phú, văn tế, câu đối của những nhà thơ có tiếng như Nguyễn Khuyến, Dương Khuê. Đề cập đến tác phẩm này, Vũ Ngọc Phan viết: Thơ văn trong Cảo thơm, biên giả xếp lộn xộn lắm; đã thế có nhiều câu lại chép sai, lầm lẫn cả tên, như chép Phò mã Võ Tính (Võ Tánh) thành Nguyễn Văn Tính.
- Luận ngữ cách ngôn (sách Luận ngữ trích dịch ra văn vần dùng làm sách giáo khoa, Hà Nội, 1927).
- Minh đạo gia huấn (dịch ra văn vần dùng làm sách giáo khoa, chưa rõ năm xuất bản).
- Gương đại gia đình (ký tên Nam Thăng Dã, chưa rõ năm xuất bản).

## Đánh giá
Đoàn Như Khuê, sở trường về thơ, và được nhà nghiên cứu văn học Phạm Thế Ngũ xếp vào nhóm "các nhà làm thơ trước năm 1932", cùng lời giới thiệu như sau: 
Ông là nhà thơ cùng thời với Tản Đà, có tác phẩm in ra sớm nhất trong giai đoạn này. Năm 1917, ngay lúc "Nam Phong tạp chí" chưa ra, ông đã cho xuất bản tập thơ "Một tấm lòng", và được Phạm Quỳnh chào mừng như một dấu hiệu tốt của nền văn Quốc ngữ khi còn sơ khai.
Một tấm lòng là tập thơ đầu và cũng là tập thơ duy nhất của ông. Ở đây thơ được làm theo đủ thứ thể loại: luật Đường, cổ phong, tứ lục, lục bát, song thất lục bát, hát xẩm, hát ả đào, phong dao..., và có đến ba phần tư tập thơ đều thuộc loại "thù ứng", "hiếu hỉ", như các bài: Mừng bạn mới cưới vợ, Mừng một bà tiết phụ, Thay lời bạn khóc vợ, Khóc bạn thân,...Cho nên theo Vũ Ngọc Phan thì nó mắc phải cái bệnh "Ý kiến đã không mới mẻ, nó lại còn không có tư tưởng gì, không ra khỏi cái vòng chơi chữ". Còn theo Phạm Thế Ngũ thì "nó mắc phải cái bệnh hời hợt, khách sáo, chắp ghép vụng về như thường thấy ở loại thơ này", như:
Cô dâu đeo những kim cương,
Rõ ràng giá đúc nhà vàng chẳng ngoa...
...Rất sang trọng vẻ vang tiệc ấy,
Tự xưa nay chưa thấy hai lần.
Nức danh đôi họ Châu Trần,
Người trong tiệc cũng dự phần vinh quang.
(Ghi chép đám cưới to)
Tuy nhiên, Phạm Thế Ngũ cũng như trước đó là Phạm Quỳnh và Vũ Ngọc Phan, đều có chung ý kiến là: "Trong suốt tập thơ này, chỉ lựa được một hạt châu duy nhất, đó là bài "Bể thảm". Đây là bài thơ nổi tiếng nhất, góp phần làm cho thơ thời kỳ 1910-1930 đầy tính chất bi luỵ: người khóc vợ (Đông Hồ), kẻ khóc chồng (Tương Phố), riêng Đoàn Như Khuê thì khóc đời!". Trích bài Bể thảm :
Bể thảm mênh mông sóng lụt trời!
Khách trần chèo một lá thuyền chơi
Thuyền ai ngược gió ai xuôi gió,
Coi lại cùng trong bể thảm thôi!...
(1917)

## Sách tham khảo
- Vũ Ngọc Phan, Nhà văn hiện đại (tập 1). Nhà xuất bản Khoa học xã hội tái bản năm 1989.
- Phạm Thế Ngũ, Việt Nam văn học sử giản ước tân biên (quyển 3). Nhà xuất bản Quốc học tùng thư, 1965.